# Urtext (label)
Urtext ou Urtext Digital Classics est un label discographique mexicain consacré principalement à l'enregistrement et à la distribution de musique classique de ce pays. il est fondé en 1995 par la flûtiste Marisa Canales et Pedro Carmona. 

## Histoire
En 1994, Marisa Canales, flûtiste et compositrice, remporte un prix du Fondo Nacional para la Cultura y las Artes (FONCA) pour la production d'un disque avec des œuvres pour flûte. Le projet s'accroit jusqu'à l'édition de Música de las Américas, un album qui a eu la participation du Conjunto de Cámara de la Ciudad de México dirigé par Benjamin Juárez. Canales et Carmona décident de sortir un label. À cette époque, 95 % de la musique de concert enregistrée et produite au Mexique était d'origine étrangère, à une époque où de nombreux mélomanes et fans du genre passaient des disques vinyles aux CD.
En 2001, Urtext souffre d'une situation négative car c'était le label mexicain Discos Peerless qui était responsable de la distribution de ses matériaux, et ce dernier est absorbé par Warner Music, qui ne montre aucun intérêt pour le catalogue. En 2005, décision est prise pour le label de migrer vers la distribution numérique en faisant alliance avec les sites Naxos et Pandora et en distribuant via leur propre site web. Après avoir fait face à une nouvelle crise en 2006, le label demande un prêt et a reçu des avantages du Conseil national de la culture et des arts du Mexique pour continuer son existence.
Elle détient en 2015 près de 320 titres parmi lesquels figurent ceux du guitariste Juan Carlos Laguna, du violoncelliste Carlos Prieto ou du Quatuor Latinoamericano, Jessica Rivera, Eugenio Toussaint, et Cris Lobo, entre autres. Les genres qu'elle englobe, en plus de la musique académique, sont ceux de la musique baroque et vice-royale, ethnique, indigène et jazz dans différentes variantes. 

## Prix et distinctions
Urtext Digital Classics a été nommé trois fois au Latin Grammy Award.